# Zuzana Piussi
Zuzana Piussi (n. 21 octombrie 1971, Bratislava, Cehoslovacia) este o actriță, regizoare de film și producătoare de filme documentare din Slovacia.

## Filmografie
- Přímý přenos (2014)
- Těžká volba (2016)
- Český Alláh (2017)

## Legături externe
- Zuzana Piussi la Internet Movie Database
- http://www.csfd.cz/   Check: Zuzana Piussi in: the Czech-Slovak Film Database
- http://vimeo.com/22138046 - Director Susan Piussi presents her new film " Chicken Love "
- http://www.probiznis.eu/politikov-filmy-prilis-nezaujimaju/ Arhivat în 28 noiembrie 2015, la Wayback Machine. - Susan Piussi: "Politicians do not care too much about movies "

## Vezi și
- Listă de regizori slovaci